# Timmy Hansen
Timmy Hansen (ur. 21 maja 1992 roku w Lidköping) – szwedzki kierowca wyścigowy, aktualny Mistrz Świata w rallycrossie w barwach Team Peugeot-Hansen.

## Kariera

### Formuła BMW i Abarth
Timmy karierę rozpoczął w roku 2003 od startów w kartingu. W 2009 roku zadebiutował w serii wyścigów samochodów jednomiejscowych – Europejskiej Formule BMW. Szwed (w zespole Mücke Motorsport) siedmiokrotnie punktował, jednak jego wyniki mogły być jeszcze lepsze, gdyby nie dyskwalifikacja z wyścigów rozegranych na torze Ricardo Tormo oraz Spa-Francorchamps. Najlepszy wynik uzyskał w pierwszym starcie na Nürburgringu, gdzie był piąty. W klasyfikacji generalnej uplasował się na 13. miejscu.
Drugi sezon współpracy z niemieckim zespołem był zdecydowanie bardziej udany dla Hansena. Timmy dziewięciokrotnie mieścił się w czołowej piątce, z czego czterokrotnie na podium. Na holenderskim torze w Zandvoort sięgnął po pierwsze w karierze pole position, natomiast na niemieckim Hockenheimringu odniósł pierwsze zwycięstwo. Na włoskie Monzy uzyskał najlepszy czas okrążenia wyścigu. Zdobyte punkty sklasyfikowały go na 3. pozycji.
W tym samym sezonie zaliczył również udział (także na Monzy) w Formule Abarth. Reprezentując stajnię RP Motorsport, w pierwszym wyścigu zajął dziewiąte miejsce, natomiast w drugim w wyniku kolizji, wypadł poza czołową dwudziestkę. Pogoń za rywalami zaowocowała jednak wykręceniem najlepszego okrążenia. Dzięki uzyskanym punktom rywalizację ukończył na 25. lokacie.

### Formuła Renault
W sezonie 2011 Hansen nawiązał współpracę z austriacką ekipą Interwetten i wystartował w Europejskiej Formule Renault. W pierwszym roku współpracy Szwed ośmiokrotnie sięgnął po punkty, dwukrotnie przy tym stając na podium. Znakomicie spisał się w sobotniej rywalizacji, na węgierskim torze Hungaroring, gdzie po starcie z pole position, pewnie zwyciężył, odnotowując przy okazji najszybszy czas w wyścigu. Dwa tygodnie wcześniej, zajął najniższy stopień podium w niedzielnej rozgrywce na Nürburgringu. Ostatecznie zmagania zakończył na 7. miejscu.
Timmy zaliczył również gościnny występ w północnoeuropejskim cyklu tej serii, na belgijskim torze Spa-Francorchamps. Oba wyścigi zakończył jednak daleko poza strefą punktową. Dwukrotnie wystartował także w alpejskiej edycji. Szwed spisał się w niej zdecydowanie lepiej, będąc na podium w dwóch z czterech wyścigów. Na torze w Austrii triumfował w drugim wyścigu, natomiast w Belgii dwukrotnie sięgnął po pierwsze pole startowe. Zdobyte punkty uplasowały go na 16. lokacie.
W kolejnym sezonie Hansen we współpracy zespołem Interwetten.com wystartował w siedmiu wyścigach Europejskiego Pucharu Formuły Renault. Nie zdołał zdobyć żadnego punktu, dlatego został sklasyfikowany na odległej 31 pozycji.

### Rallycross

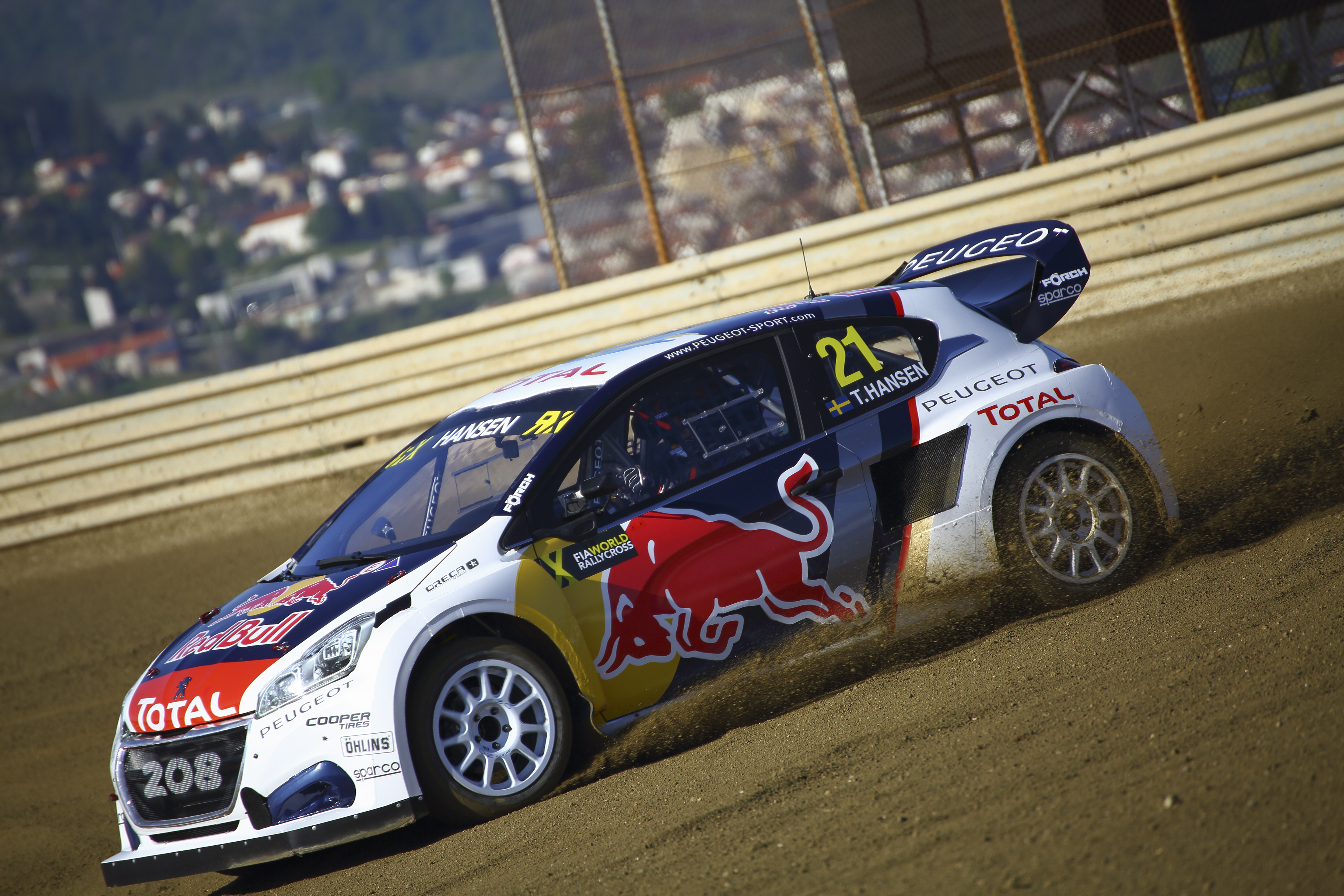
Timmy Hansen w Peugeot 208 WRX podczas mistrzostw świata 2017

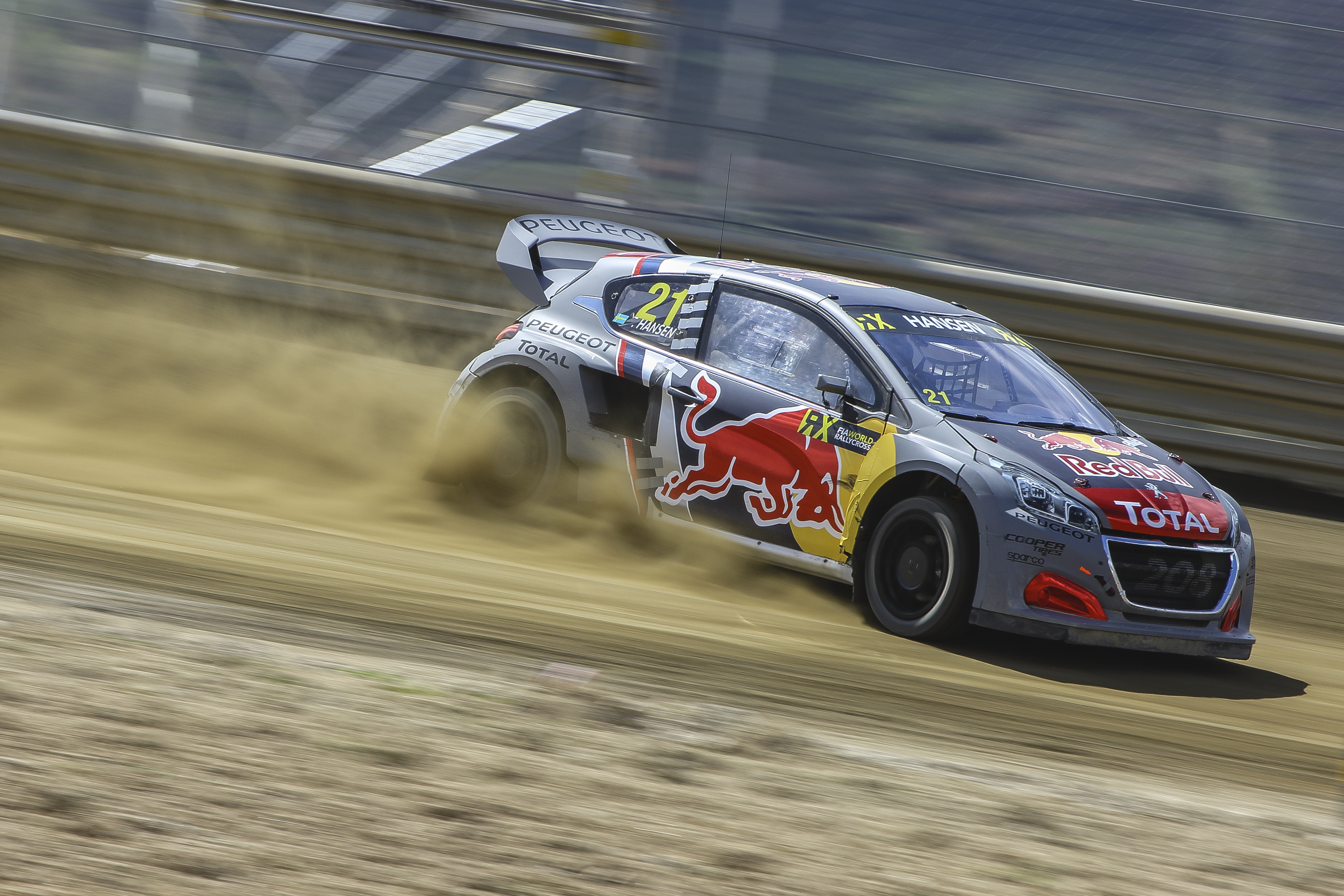
Timmy Hansen w Peugeot 208 WRX podczas mistrzostw świata 2018

W 2012 roku Hansen po raz pierwszy wystąpił w rozgrywkach mistrzostw Europy w rallycrossie, gdzie zadebiutował na torze w Finlandii zdobywając 5. miejsce. W następnym sezonie Szwed wystąpił we wszystkich etapach Euro RX w samochodzie Citroën DS3. Zdobywając 145 punktów, uzyskał trzecie miejsce w klasyfikacji generalnej.
Od sezonu 2014 Hansen startuje w zawodach mistrzostw świata, gdzie uczestniczył jak dotąd we wszystkich etapach. Debiutancki rok zakończył na czwartej pozycji, czterokrotnie stojąc na podium. W ciągu wszystkich sezonów w WRX startował w samochodzie Peugeot 208. W sezonie 2019 Timmy Hansen został mistrzem świata.

#### Zwycięstwa w zawodach mistrzostw świata chronologicznie
Szwed ma na koncie 8 zwycięstw, jest czwartym kierowcą w historii pod względem liczby zwycięstw w zawodach mistrzostw świata.
| Nr | Dzień          | Rok  | Miejsce zawodów |
| -- | -------------- | ---- | --------------- |
| 1. | 28 września    | 2014 | Włochy          |
| 2. | 23 sierpnia    | 2015 | Norwegia        |
| 3. | 6 września     | 2015 | Francja         |
| 4. | 4 października | 2015 | Turcja          |
| 5. | 7 sierpnia     | 2016 | Kanada          |
| 6. | 27 kwietnia    | 2019 | Hiszpania       |
| 7. | 25 maja        | 2019 | Wielka Brytania |
| 8. | 31 sierpnia    | 2019 | Francja         |
| 9. | 14 września    | 2019 | Łotwa           |

#### Miejsca na podium
| Sezon WRX | 1. miejsce | 2. miejsce | 3. miejsce | Razem |
| --------- | ---------- | ---------- | ---------- | ----- |
| 2014      | 1          | 2          | 1          | 4     |
| 2015      | 3          | 1          | 4          | 8     |
| 2016      | 1          | 2          | 3          | 6     |
| 2017      | 0          | 3          | 1          | 4     |
| 2018      | 0          | 1          | 1          | 2     |
| 2019      | 4          | 0          | 0          | 4     |